# Oria dirini
Oria dirini är en fjärilsart som beskrevs av Alphéraky. Oria dirini ingår i släktet Oria och familjen nattflyn. Inga underarter finns listade i Catalogue of Life.